# Commonwealth Scientific and Industrial Research Organization
La Commonwealth Scientific and Industrial Research Organization (CSIRO) è un'agenzia governativa australiana responsabile della ricerca scientifica.
CSIRO collabora con organizzazioni leader in tutto il mondo. Dalla sua sede a Canberra, CSIRO gestisce più di 50 siti in tutta l'Australia e in Francia, Cile e Stati Uniti, impiegando circa 5500 persone.
La ricerca scientifica finanziata dal governo federale in Australia iniziò nel 1916; in quell'anno fu istituito l'"Advisory Council of Science and Industry" (Consiglio consultivo della scienza e dell'industria), ma fu ostacolato dall'insufficienza dei finanziamenti disponibili. Nel 1926, lo sforzo di ricerca fu rinvigorito dall'istituzione del Council for Scientific and Industrial Research ("Consiglio per la ricerca scientifica e industriale" - CSIR), che rafforzò la leadership scientifica nazionale e aumentò i finanziamenti per la ricerca. CSIR è cresciuto rapidamente e ha ottenuto primi successi significativi. Nel 1949, ulteriori modifiche legislative includevano la ridenominazione dell'organizzazione in CSIRO.
Sviluppi degni di nota da parte del CSIRO hanno incluso l'invenzione della spettroscopia di assorbimento atomico, componenti essenziali della prima tecnologia Wi-Fi, lo sviluppo della prima banconota polimerica di successo commerciale, l'invenzione del repellente per insetti in Aerogard e l'introduzione di una serie di controlli biologici in Australia, come l'introduzione della mixomatosi e del calicivirus del coniglio per il controllo delle popolazioni di conigli.